# China Television
China Television Company, Ltd. (CTV)  (chino tradicional: 中國電視公司, simplificado:中国电视公司, pinyin: Zhōngguó Diànshì Gōngsī) es una empresa de radiodifusión de televisión en Taiwán, fundada el 3 de septiembre de 1968 por el partido nacionalista Kuomintang.
Comenzó formalmente el 9 de octubre de 1969 ,siendo la primera empresa que transmitía a color en ese país. El 9 de agosto de 1999 se en listó en la bolsa de valores de Taiwán, convirtiéndose en la primera empresa de radiodifusión pública que cotiza en la isla. En 2006, debido a los efectos a cargo de la ley de reforma de los medios de comunicación que exige que todos los partidos políticos a ceder su control en las empresas de radio y televisión, el 90% de las acciones de la CTV se vendieron al grupo China Times.

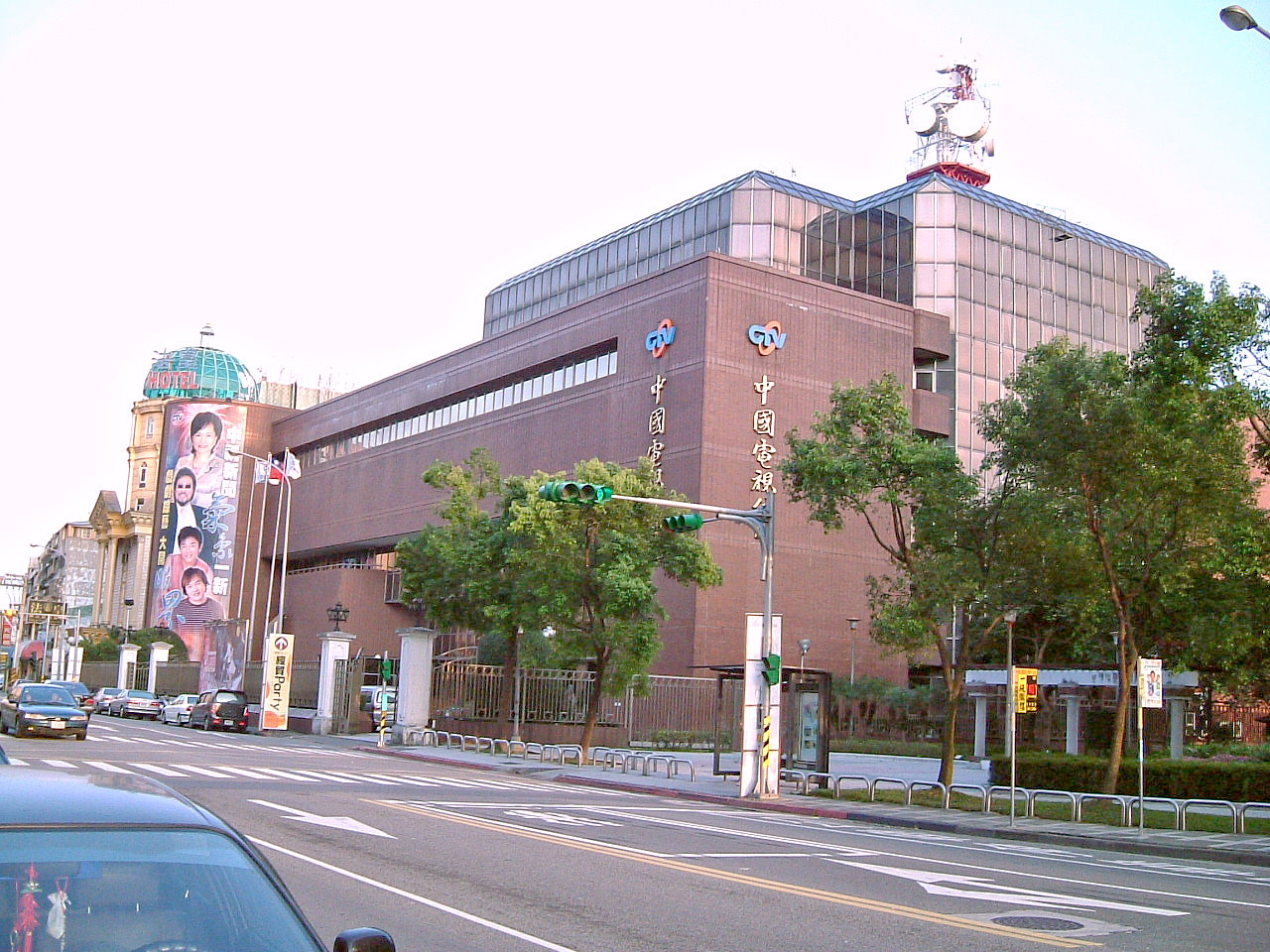
Sede de CTV en Taipéi.

## Canales
- CTV Central (中視)
- CTV Noticias (中視新聞)
- CTV MyLife (中視綜藝)
- CTV HD (中視 HD)